# フェルニン・セレステン
フェルニン・セレステン（Felnin Celesten, 2005年9月15日 - ）は、ドミニカ共和国出身のプロ野球選手（遊撃手）。右投両打。MLBのシアトル・マリナーズ傘下所属。

## 経歴
2023年1月15日にアマチュア・フリーエージェントでシアトル・マリナーズと契約してプロ入り。契約金は470万ドル。この金額は、マリナーズがアマチュア・フリーエージェントで獲得した選手の契約金としては史上最高額である。